# 사이버콘텐츠 중개상
사이버콘텐츠 중개상(contents syndicator)은 콘텐츠를 수집하여 목적에 따라 패키지로 만들거나 부가 서비스와 연결해 매체에 유통시키는 콘텐츠 유통 전문 사업자를 이른다. '콘텐츠 신디케이터'이라고도 불린다.
1997년 미국의 아이신디케이터가 건강과 스포츠에 관련한 콘텐츠를 모아서 인터넷 업체에 제공한 것을 사이버콘텐츠 중개상의 시작으로 볼 수 있다. 현재는 매우 발달하여 취급영역은 점점 광범위해 졌는데 영상물, 게임, 애니메이션 등의 엔터테인먼트와 지식, 주식투자 등의 정보콘텐츠 등에서 이루어지고 있다. 소규모 영세 컨텐츠업자에게는 안정적인 배급망을 제공하며 인터넷 서비스 운영업체들에게는 콘텐츠  확보에 따르는 부수 비용을 절감할 수 있다는 이점이 있다.
인터넷으로 유통되는 컨텐츠의 중요성이 강조되면서 사이버콘텐츠 중개상들이 비즈니스 모델과 사업분야를 이전하고 통합하며 치열한 경쟁을 벌이고 있다. 한국에서는 2000년 코코사(www.cocosa.com)가 뉴스, 문화, 예술, 날씨 등의 콘텐츠를 모아서 콘텐츠 유통업을 시작한 것을 최초로 볼 수 있다. 코코사 외에 국내 사이버콘텐츠 중개상으로는 탑랭커닷컴(www.top-ranker.com), KOCN(www.kocn.co.kr), 아시아 어뮤즈(www.asiaamuse.com) 등이 있다.

## 같이 보기
- RSS
- 아톰 (표준)
- 푸시 기법
- 서비스형 소프트웨어
- 유즈넷